# 布瑞特·塞伯海金
布瑞特·威廉·塞伯海金（英語：Bret William Saberhagen，1964年4月11日—），為美國職棒大聯盟的投手。職棒生涯曾效力過皇家、大都會、洛磯與紅襪等隊。
塞伯海金生涯一共入選3次明星賽，2次賽揚獎與一次金手套獎。1985年世界大賽拿下MVP，1991年投出無安打比賽。

## 職業生涯
塞伯海金在1982年選秀第19輪被皇家隊選走。1984年4月4日，年僅19歲的塞伯海金登上大聯盟。該年他拿下10勝11敗，防禦率3.48。這年皇家隊闖進美聯冠軍賽，雖然球隊最終輸給了老虎，不過塞伯海金在季後賽初登板繳出8局失2分的好表現。
1985年，塞伯海金逐漸成為球隊王牌。該年他拿下20勝6敗，防禦率2.87。最後他拿下美聯賽揚獎，球隊也成功拿下隊史首冠，塞伯海金也拿下世界大賽MVP。當時他在世界大賽投出2場完投勝，其中一場更是完封對手。
塞伯海金是一名非常特別的選手，他在奇數年時表現都很好，不過到了偶數年時便判若兩人。1986年，他僅拿下7勝12敗，防禦率4.12。不過隔年他拿下18勝10敗，防禦率3.36。可惜的是，他原本在上半季投出15勝3敗，還成功入選明星賽，但他卻因為肩膀受傷導致下半季表現下滑。
1988年，塞伯海金投出14勝16敗，防禦率3.80。1989年，他卻拿下23勝6敗，防禦率僅2.16。他從7月26日之後更是拿下14勝1敗的好成績，最終他拿下美聯賽揚獎，同時他也是勝投王與防禦率王。
1990年上半季，塞伯海金僅拿下5勝7敗，但也拜去年的好表現所賜，他仍然成功入選明星賽，還拿下勝投。隔年他投出13勝8敗，防禦率3.07。還在8月26日投出無安打比賽，這也是皇家隊史目前最後一次無安打比賽。
1991年12月11日，皇家隊將塞伯海金與Bill Pecota交易至大都會，換來Kevin McReynolds、Gregg Jefferies與Keith Miller。
來到大都會隊後，「奇數年一條龍，偶數年一條蟲」的定律似乎不適用於塞伯海金身上了。他在1992年和1993年都因傷所困，只有在1994年投出14勝4敗的回春內容。1993年7月27日，塞伯海金曾對著一群媒體潑灑漂白水，後來為了道歉表示誠意，他決定將一天的薪水捐給慈善機構。
1995年季中，塞伯海金加入洛磯隊。這年洛磯隊順利闖進季後賽，並讓塞伯海金擔任國聯分區賽第4場先發，不過最後他吞下敗仗，洛磯也被勇士淘汰。
後面兩年，塞伯海金加入紅襪隊，不過都因為傷勢問題限制了他的發揮。然而他在1998年投出15勝8敗，使得他成功拿下東山再起獎與湯尼·康尼格里亞羅獎。1999年，他投出10勝6敗，對他而言也是個成功的賽季。
在缺席2000年球季後，塞伯海金續戰2001年球季，不過他僅僅出賽3場比賽便在球季結束後宣布退休。

## 退休之後
塞伯海金於2005年入選皇家隊名人堂，並於2007年獲選名人堂票選資格。而他曾說過自己如果入選名人堂將不會出席入選典禮，因為他認為「安打王」彼得·羅斯也該入選名人堂。而這年他僅獲得7票，喪失了隔年的票選資格。
塞伯海金曾在加州的Calabasas高中當過一段時間的教練，他現在也定居在加州。
2017年10月，因為加州發生塔布斯火災，因此塞伯海金到那邊參加慈善高球比賽後便隨即撤離。

## 個人生活
塞伯海金與他的第一任妻子Janeane Inglett在1984年結婚，兩人在1994年離婚，育有兩子一女。他的兩個兒子Drew William Saberhagen和Dalton Saberhagen曾於大學加入棒球隊，而他們的女兒Brittany Saberhagen在2019年和雅各布·扎哈爾結婚。他的長子Drew William剛好在1985年世界大賽充滿爭議的第六戰當天出生。
2019年，塞伯海金跟Kandace DeAngelo再婚，因此多了兩位繼子，夫妻兩人現在是一個非營利基金會SabesWings的負責人，這個基金會主要的目的是為了替癌症病患的家庭紓解經濟困難。
2022年，塞伯海金在一次DNA鑑定中驚訝的發現他的生父實際上是在他老家附近一位叫做Robert Spuhler的男子，也因此他多了同父異母的哥哥和姐姐各一位，他們在2023年相認。不過由於塞伯海金的生父和他原先以為的父母都已經過世了，他也沒有辦法得知他們之間更詳細的關係，而他目前沒有修改姓氏的打算。

## 生涯投球數據
| 勝投 | 敗投 | 防禦率 | 出賽場次 | 先發 | 完投 | 完封 | 投球局數 | 安打 | 自責分 | 失分 | 全壘打 | 保送 | 三振 | 暴投 | 觸身球 |
| ---- | ---- | ------ | -------- | ---- | ---- | ---- | -------- | ---- | ------ | ---- | ------ | ---- | ---- | ---- | ------ |
| 167  | 117  | 3.34   | 399      | 371  | 76   | 16   | 2562.2   | 2452 | 952    | 1036 | 218    | 471  | 1715 | 53   | 59     |

## 外部連結
- 球員資訊和成績在MLB，ESPN ，Retrosheet ，Baseball Reference ，Baseball Reference (Minors) ，Fangraphs ，The Baseball Cube （英文）
- 布瑞特·塞伯海金在台灣棒球維基館上的頁面（繁體中文）